# Veronica Donovan
Pour les articles homonymes, voir Donovan.
Veronica Donovan, jouée par Robin Tunney, est un personnage du feuilleton télévisé Prison Break. Veronica enfant n'est apparue que dans un seul épisode, lors d'un flashback, et est interprétée par Annie Yokom.
Avocate, Veronica mène sa propre enquête pour prouver l'innocence de son ex-petit ami Lincoln Burrows, condamné à mort pour un crime qu'il n'a pas commis, avant que n'arrive la date de l'exécution. Personnage principale de la saison 1 (au même titre que les deux frères), elle est tuée dans le premier épisode de la saison 2.

## Biographie fictive

### Parcours avant la série
Veronica est l'un des personnages principaux de la première saison, où elle apparaît dans chaque épisode. Dans la deuxième saison, elle n'apparaît que dans le premier épisode, dans lequel elle se fait tuer.
Malgré le fait qu'ils soient très différents, Veronica Donovan était au lycée la petite amie de son ami d'enfance Lincoln Burrows. Elle s'est installée à Chicago pour étudier à l'université de l'Illinois à Urbana-Champaign où elle a obtenu un diplôme en science politique. Devenue docteur en droit à la Baylor Law School, à Waco au Texas, elle est revenue à Chicago où elle travaille en tant qu'avocate chez Bianchi et Guthrie.

### Saison 1
C'est elle qui fait prendre conscience à Michael Scofield que son frère Lincoln, condamné à mort, n'est pas le "bon à rien" qu'il croyait. Elle lui révèle que Lincoln a emprunté quatre-vingt-dix mille dollars pour lui payer ses études et non pour son bien-être personnel. Elle lui explique également que s'il a maintenant une excellente situation professionnelle, c'est grâce à Lincoln. Ce à quoi, Michael lui répond que si Lincoln est en prison, c'est à cause de lui. C'est l'une des raisons pour lesquelles, Michael se sent redevable envers son frère et va faire tout ce qu'il peut pour le sauver.
Bien qu'elle soit une avocate spécialisée en immobilier et pas une avocate en droit criminel, Veronica a défendu son ami, Michael, lors de son procès pour braquage de banque. Au début, elle ne croyait pas en l'innocence de Lincoln du fait de l'existence de la vidéo de sécurité. Toutefois, après avoir recoupé plusieurs faits troublants, Veronica commence à penser que Lincoln peut être le jouet d'une machination.
Elle sollicite l'aide de l'association "Project Justice" pour traiter le cas de Lincoln sachant qu'elle-même n'a aucune expérience dans les affaires de condamnation à mort. S'ils refusent de l'assister, Nick Savrinn (un membre de l'association) lui propose son aide à titre personnel. Il lui indique que son père a lui aussi été accusé d'un crime qu'il n'a pas commis. Ensemble, ils travaillent inlassablement, essayant de découvrir ce qui se cache derrière la mort de Terrence Steadman. Son ex-fiancé, qui avait rompu à cause de sa trop grande implication dans l'enquête est assassiné au cours de l'enquête par un agent de la CIA au ordre du Cartel.
Ils découvrent par la suite que Terrence Steadman n'est en fait pas mort. Après avoir fait l'objet de plusieurs tentatives de meurtre, ils finissent par découvrir la planque de Terrence Steadman à Blackfoot au Montana.
Néanmoins, à la suite d'une demande de John Abruzzi, Veronica est trahie par Nick qui a l'ordre de l'amener près d'une piste d'atterrissage la nuit de l'évasion. Pris de remords, Nick renonce au dernier moment à exécuter cet ordre. Il délivre finalement Veronica et l'amène dans un taxi pour qu'elle trouve Terrence Steadman et mette fin à la conspiration. À son arrivée à Blackfoot, elle parvient à entrer furtivement dans la maison de Steadman et le confronte.

### Saison 2
À la suite de sa confrontation avec Terrence Steadman, elle appelle la police pour obtenir du secours car la maison dans laquelle ils se trouvent est seulement accessible de l'extérieur. Alors qu'elle espérait dénoncer la conspiration, Veronica est froidement assassinée par des agents secrets qui ont intercepté son appel. Au moment de son exécution, elle parlait au téléphone avec Lincoln Burrows. C'est le premier personnage principal à être tué dans le feuilleton.